# Mi caravana
Mi caravana es el tercer álbum solista de la cantante chilena Denisse Malebrán publicado en 2011, quien había iniciado su carrera solista luego de su salida de la banda Saiko, a la que volvería en 2012. 

## Sobre el álbum
El álbum está inspirado en el sonido de fines de los años 1960 de bandas como Los Ángeles Negros.
La cantante indicó sobre el álbum en el diario La Cuarta: "Estoy como cabra chica con juguete nuevo, trabajé la composición de forma súper solitaria, pero ahora que ya va saliendo a la luz, va tomando otros colores y eso me encantó" , después agregó: "Yo he tenido la suerte de tener un público, y es eso, el lote que me sigue y me espera. Es darme cuenta que estuve los últimos 4 años más dedicada a trabajar por los demás que por mí, pero así y todo he tenido un público que no me ha abandonado nunca, que va a todos mis conciertos, están siempre, esperándome. Quiero reconocer que aunque me detuve y me equivoqué, así y todo ahí está la caravana, esperándome para partir". Para el diario La Segunda indicó: "Uno siempre busca nuevos sonidos. Quería que mi disco sonara chileno, pero no folclórico. Incorporé instrumentos como la tuba (en la canción homónima) y los sonidos sesenteros de los teclados (en "Perderme a mí"). El trabajo que estaba haciendo era un disco de covers. Luego, mezclamos un disco nuevo con ese proyecto de covers que íbamos a hacer. Se fusionaron esos dos mundos y terminamos haciendo un disco con harta coloridad".
La canción que da nombre al álbum, es según una crítica el diario el Mercurio: "Nunca antes en su discografía, Denisse Malebrán había sonado con la frescura que exuda Mi caravana. El tema que le da título al disco, por ejemplo, es una composición ágil, apoyada sobre una inesperada tuba, que parece acompañar la marcha imaginaria de un muy buen día."
En el álbum aparecen tres covers todos de canciones que fueron populares en la años 60 en Chile, En mi mundo (en italiano "Il mio mondo") de Umberto Bindi y Gino Paoli, en su versión con la letra original en italiano, canción que en Chile popularizó Luz Eliana con letra en castellano, La bambola de Franco Migliacci, Ruggero Cini y Bruno Zambrini, en cuya versión original fue interpretada por Patty Pravo, y ¿Por qué no fui yo tu primer amor? de Gloria Benavides.
La artista por este álbum recibió una nominación a los premios Altazor el año 2012 en la categoría Pop.

## Lista de canciones
| Mi caravana |                                              |          |  |
| N.º         | Título                                       | Duración |  |
| 1.          | «Mi caravana»                                | 2:44     |  |
| 2.          | «Perderme a mí»                              | 3:11     |  |
| 3.          | «Altar»                                      | 3:13     |  |
| 4.          | «Primavera»                                  | 3:44     |  |
| 5.          | «Carnaval»                                   | 3:04     |  |
| 6.          | «La bambola» (cover)                         | 2:32     |  |
| 7.          | «Asilo»                                      | 3:24     |  |
| 8.          | «Te espío de noche»                          | 3:46     |  |
| 9.          | «Sonámbulo»                                  | 3:09     |  |
| 10.         | «Polar»                                      | 3:47     |  |
| 11.         | «En mi mundo» (cover)                        | 2:40     |  |
| 12.         | «¿Por qué no fui yo tu primer amor?» (cover) | 3:22     |  |
| 38 minutos  |                                              |          |  |